# Danville, Kalifornien
Danville är en stad (town) i Contra Costa County, i delstaten Kalifornien, USA. Enligt United States Census Bureau har staden en folkmängd på 42 725 invånare (2011) och en landarea på 46,7 km².